# Donji Makreš
Donji Makreš (en serbocroata: Donji Makreš / Доњи Макреш) o Makresh i Ulët (en albanés: Makresh i Ulët) es un pueblo en el municipio de Novo Brdo del distrito de Pristina de Kosovo.

## Demografía
La evolución demográfica de Donji Makreš entre 1948 y 2011 fue la siguiente:
| 336                                                 | 333 | 388 | 363 | 232 | 144 | 71 |
| (Fuente: Population of Kosovo since Yugoslav times) |     |     |     |     |     |    |

Según el censo de 2011 (boicoteado parcialmente por los serbios), los albaneses representaban el 100% de la población (71 personas).En el censo yugoslavo de 1961, los albaneses eran 99,22% de la población local.